# Macroocula savignyi
Macroocula savignyi (лат.) — вид мелких ос рода Macroocula из семейства Bradynobaenidae (Apterogyninae). Аравийский полуостров (Йемен, ОАЭ, Оман, Саудовская Аравия), Египет, Алжир, Индия, Иран, Пакистан, Израиль, Ливия, Мали, Марокко, Нигер, Нигерия, Сомали, Судан, Эфиопия.

## Описание
Внешне похожи на ос-немок (Mutillidae). Длина тела около 1 см. Желтовато-коричневые, голова и мезосома от тёмно-жёлтого до светло-коричневого.
Пунктуры на тергите T3 округлые, сравнительно мельче, чем на тергите T2, поверхностные и широко рассеянные (2–4 диаметра друг от друга).
Глаза крупные, полусферические; их диаметр в несколько раз больше расстояния между ними и основанием усиков у самцов или равно ему у самок. Вертлуги средней пары ног с выступом (на переднем и заднем выступов нет). Имеют резкий половой диморфизм: самки бескрылые с короткими 12-члениковыми усиками, самцы крылатые с длинными 13-члениковыми усиками. Биология неизвестна. Сходен с видом Macroocula nitida, но последний вид на брюшке более плотно пунктирован.